# ناتال (لاعب كرة قدم)
ناتال (بالبرتغالية: Natal de Carvalho Baroni‏) هو لاعب كرة قدم برازيلي في مركز الهجوم، ولد في 24 نوفمبر 1945 في بيلو هوريزونتي في البرازيل. شارك مع منتخب البرازيل لكرة القدم. أما مع النوادي، فقد لعب مع نادي أمريكا ونادي باهيا ونادي فيتوريا ونادي فيلا نوفا ونادي كروزيرو ونادي كورينثيانز.

## وصلات خارجية
- ناتال (لاعب كرة قدم) على موقع ناشيونال فوتبول تيمز (الإنجليزية)